# Сицилијанци
Сицилијанци (сицилијански: Siciliani, италијански: Siculi) су романска етничка група чија је матична земља Италија, то јест острво Сицилија, највеће острво у Средоземном мору, као и једна од највећих аутономних покрајина Италије. Сицилијанаца има укупно око 6 милиона, од тога око 5 милиона живи на Сицилији, а остатак у Немачкој, Швајцарској, Аргентини, Белгији и Француској. По вероисповести су римокатолици, а говоре сицилијанским и италијанским језиком, који спадају у романску групу индоевропске породице језика.